# Жуковский, Григорий Васильевич
Григо́рий Васи́льевич Жуко́вский (1800—1880) — генерал-лейтенант, наказной атаман Оренбургского казачьего войска, Новороссийский и Бессарабский генерал-губернатор, сенатор.

## Биография
Родился 12 (23) января 1800 года. Происходил из дворян Оренбургской губернии.
Воспитание получил в Петербургском 2-м кадетском корпусе. По окончании курса в феврале 1819 года был выпущен в 1-й пионерный батальон прапорщиком. Через год его произвели в подпоручики, и тогда же он был переведён в 3-й пионерный батальон.
В 1824 году, уже в чине поручика, он был переведён в Омский гарнизонный полк и назначен старшим адъютантом в Отдельный Сибирский корпус к генералу Петру Михайловичу Капцевичу, а в следующем году переведён в Вятский полк. В бытность его старшим адъютантом ему давались ответственные поручения, которые он исполнял всегда с точностью и усердием. В 1829 году Жуковский в той же должности был переведён в Лейб-гвардии гренадерский полк, а через год генерал от артиллерии Капцевич, недавно назначенный на должность командира Отдельного корпуса внутренней стражи, предложил своему бывшему помощнику снова стать своим адъютантом, на что Жуковский согласился.
Когда вспыхнуло Польское восстание 1830 года, Жуковский принял участие в его подавлении. В сражении при деревне Дембе-Вельки был тяжело ранен саблей в голову и в левую руку и получил орден Св. Владимира 4-й степени с бантом.
В 1834 году был произведён в полковники и назначен по особым поручениям к тому же генералу от артиллерии Капцевичу, а год спустя — командирован в Образцовый полк.
Ещё через год Жуковский получил новое назначение: членом общего присутствия Инженерного департамента Военного министерства с оставлением по армии.
За выслугу лет 4 декабря 1843 года он получил орден Св. Георгия 4-й степени (№ 6971 по списку Григоровича — Степанова).
В 1846 году он был назначен командующим Башкиро-мещерякским войском с зачислением по кавалерии и 21 апреля получил чин генерал-майора.
В 1848 году Жуковский участвовал в походе на Сырдарью. В следующем году был назначен наказным атаманом Оренбургского казачьего войска, в 1850 году отмечен орденом Св. Станислава 1-й степени.
В начале Крымской войны Жуковский был назначен состоять при главнокомандующем Южной армией, а затем назначен Килийским комендантом.
В 1856 году ему было поручено временно исправлять должность военного губернатора Симферополя и Таврического гражданского губернатора, а через четыре месяца он был утверждён в этой должности и 26 августа получил звание генерал-лейтенанта.
В 1859 году участвовал в занятиях Комиссии, учреждённой при Министерстве внутренних дел по преобразованию уездных учреждений. Позднее он дважды временно исправлял должность Новороссийского и Бессарабского генерал-губернатора.
В 1866 году получил орден Белого Орла, а в 1869 году — орден Св. Александра Невского.
С 1 января 1871 года Жуковскому Высочайше повелено было присутствовать в Правительствующем Сенате.
Умер 15 (27) февраля 1880 года в Царском Селе, состоя на службе. Похоронен на Шуваловском кладбище (вместе с ним — умершая 23 февраля 1909 года Надежда Ивановна Веймарн).

## Награды
- орден Св. Анны 3-й ст. (1826)
- орден Св. Владимира 4-й ст. с бантом (1831)
- орден Св. Станислава 2-й ст. (1837)
- орден Св. Анны 2-й ст. с императорской короной (1842)
- орден Св. Георгия 4-й степени (1843)
- орден Св. Владимира 3-й ст. (1848)
- орден Св. Станислава 1-й ст. (1850)
- орден Св. Анны 1-й ст. (1859); императорская корона к ордену (1861)
- орден Св. Владимира 2-й ст. с мечами (1863)
- орден Белого Орла (1866)
- орден Святого Александра Невского (1869)

иностранный
- турецкий орден Меджидие 2-й ст. (1864)